# Seznam uměleckých realizací ve veřejném prostoru na Proseku
Seznam uměleckých realizací na Proseku v Praze 9 obsahuje tvorbu výtvarných umělců umístěnou ve veřejném prostoru v katastrálním území Prosek. Seznam je řazen podle ulic a nemusí být úplný.

## Seznam uměleckých realizací
| Název                           | Fotografie                                                                      | Lokace                                                   | Autor                                        | Rok               | Popis                              | Poznámka |
| ------------------------------- | ------------------------------------------------------------------------------- | -------------------------------------------------------- | -------------------------------------------- | ----------------- | ---------------------------------- | --- |
| Děti                            |                                                                                 | Bílinská 517/2 50°7′18,16″ s. š., 14°29′21,53″ v. d.     | Václav Bejček (1922–1983)                    | 1969              | socha, pískovec                    | mateřská škola, zahrada                                                                                     |
| Dekorativní stěna               |                                                                                 | Bílinská 50°7′21,04″ s. š., 14°29′16,73″ v. d.           | neuveden                                     | 1970–1975         | dekorativní stěna, beton           | hřiště, vnitroblok Rumburská, Bílinská                                                                      |
| Venuše                          | Kategorie „Venuše (Čestmír Mudruňka)“ na Wikimedia Commons                      | Bohušovická 488/13 50°7′25,29″ s. š., 14°29′20,07″ v. d. | Čestmír Mudruňka (*1935)                     | 1973              | socha, syenit                      | volný prostor                                                                                               |
| Děti                            | Kategorie „Děti (Josef Šimek)“ na Wikimedia Commons                             | Českolipská 621/26 50°7′29,09″ s. š., 14°29′54,9″ v. d.  | Josef Šimek (*1929)                          | 1971              | reliéf, beton                      | mateřská škola                                                                                              |
| neuveden (†)                    |                                                                                 | Českolipská 621/26 50°7′27,9″ s. š., 14°29′54,94″ v. d.  | Karel Malich (1924–2019)                     | 1971              | socha                              | mateřská škola                                                                                              |
| Kuličky                         | Kategorie „Kuličky (Lenka Hubená)“ na Wikimedia Commons                         | Jablonecká 50°7′16,28″ s. š., 14°29′56,1″ v. d.          | Lenka Hubená                                 | 2012              | socha, beton                       | Park přátelství                                                                                             |
| Niké                            | Kategorie „Niké (Jiří Dušek)“ na Wikimedia Commons                              | Jablonecká 50°7′14,12″ s. š., 14°30′3,97″ v. d.          | Jiří Dušek                                   | 1973              | socha, kámen                       | volný prostor                                                                                               |
| Hudba                           | Kategorie „Hudba (Martin Reiner)“ na Wikimedia Commons                          | Litoměřická 50°7′12,95″ s. š., 14°29′42,93″ v. d.        | Martin Reiner (1900–1973)                    | 1970              | socha, pískovec                    | volný prostor                                                                                               |
| Mozaika Praha                   |                                                                                 | Litoměřická 405/9 50°7′8″ s. š., 14°29′43,88″ v. d.      | Miloš Pošar (*1924)                          | 1980              | mozaika, kámen                     | interiér |
| Plastika s folklórními motivy   | Kategorie „Plastika s folklórními motivy (Zdeněk Vodička)“ na Wikimedia Commons | Litoměřická 405/9 50°7′8,47″ s. š., 14°29′43,49″ v. d.   | Zdeněk Vodička (*1931)                       | 1985              | dekorativní stěna, beton           | exteriér |
| Šroubovice                      | Kategorie „Šroubovice (Miloslav Hejný)“ na Wikimedia Commons                    | Litoměřická 50°7′10,79″ s. š., 14°29′45,71″ v. d.        | Miloslav Hejný (1925–2013)                   | 1970              | socha, koněpruský vápenec          | volný prostor                                                                                               |
| Medvídek                        | Kategorie „Medvídek (Bedřich Stefan)“ na Wikimedia Commons                      | Litvínovská 490/52 50°7′24,69″ s. š., 14°29′15,24″ v. d. | Bedřich Stefan (1896–1982)                   | 1970              | socha, kámen                       | mateřská škola, zahrada                                                                                     |
| Květ                            | Kategorie „Květ (Eva Kmentová)“ na Wikimedia Commons                            | Litvínovská 609/3 50°7′11,71″ s. š., 14°29′25,75″ v. d.  | Eva Kmentová (1928–1980)                     | 1972              | socha, travertin                   | exteriér |
| Dekorativní fotbalová stěna (†) |                                                                                 | Lovosická 50°7′32,56″ s. š., 14°30′14,53″ v. d.          | neuveden                                     |                   | dekorativní stěna, beton           | hřiště, zaniklo                                                                                             |
| Přesuvná mříž                   | Kategorie „Přesuvná mříž (Jiří Novák)“ na Wikimedia Commons                     | Lovosická 778/2 50°7′26,02″ s. š., 14°30′20,53″ v. d.    | Jiří Novák (1922–2010) arch. Bohuslav Kocian | 1981              | mříž, hliník                       | 400 x 280 x 60 cm                                                                                           |
| Madony                          | Kategorie „Madony (Prosek, Zuzana Čížková)“ na Wikimedia Commons                | Na Proseku 50°7′4,33″ s. š., 14°29′41,88″ v. d.          | Zuzana Čížková (*1982)                       | 2010              | sochy (3); pískovec, žula, mramor  | pod kostelem svatého Václava                                                                                |
| Sloup                           | Kategorie „Sloup (Karel Hladík)“ na Wikimedia Commons                           | Novoborská 611/4 50°7′32,55″ s. š., 14°30′0,48″ v. d.    | Karel Hladík (1912–1967)                     | 1963 osazeno 1971 | socha, bronz                       | mateřská škola, zahrada                                                                                     |
| Jiří Wolker                     | Kategorie „Jiří Wolker (Miloslav Šonka)“ na Wikimedia Commons                   | Park Přátelství 50°7′24,18″ s. š., 14°29′40,92″ v. d.    | Miloslav Šonka (1923–2014)                   | 1984              | socha, bronz                       | Park Přátelství                                                                                             |
| Žulová plastika                 | Kategorie „Žulová plastika (Miroslav Vystrčil)“ na Wikimedia Commons            | Prosecká 809/76 50°7′15,07″ s. š., 14°30′19,32″ v. d.    | Miroslav Vystrčil (1924–2014)                | 1987              | socha; leštěná žula, kov           | před Historickým ústavem AV ČR                                                                              |
| Větrník (†)                     |                                                                                 | Rumburská 50°7′23,85″ s. š., 14°29′19,67″ v. d.          | Jiří Novák (1922–2010)                       | 1969              | socha, kov, beton                  | vnitroblok Rumburská, Bílinská, zaniklo 1980–1989                                                           |
| Horizontála (†)                 |                                                                                 | Veltruská 50°7′12,51″ s. š., 14°29′38,82″ v. d.          | Jiří Bradáček (1922–1984)                    | 1970              | socha, pískovec                    | mateřská škola, odcizeno                                                                                    |
| Fontána (†)                     |                                                                                 | Vysočanská 382/20 50°7′9,25″ s. š., 14°29′56,7″ v. d.    | Antonín Stibůrek (*1942)                     | 1983              | fontána; beton, glazovaná keramika | Před obchodním domem. Později přenesena na Žižkov do vnitrobloku Ondříčkova - Kubelíkova, trysky nahrazeny. |